# Lophoteles fascipennis
Lophoteles fascipennis är en tvåvingeart som beskrevs av Kertesz 1914. Lophoteles fascipennis ingår i släktet Lophoteles och familjen vapenflugor. Inga underarter finns listade i Catalogue of Life.